# Relações internacionais do Paquistão
A República Islâmica do Paquistão, devido à sua localização geográfica, religiosa e histórica, desempenha um papel complexo na política externa internacional. Suas fronteiras com a China ao norte, Índia no leste, o Irã e o Afeganistão no oeste e noroeste, e o Oceano Índico no sul, garantem ao país um contínuo destaque no cenário mundial. É o segundo maior país muçulmano em termos de população, após a  Indonésia, e a única nação islâmica a declarar abertamente possuir armamento nuclear.
As relações do Paquistão com a maioria de seus vizinhos, têm sido sujeitas a altos e baixos. Desde a sua independência, em 1947, o Paquistão e a Índia travaram várias guerras por reivindicações territoriais sobre a região de Jammu e Caxemira. As relações com o Afeganistão têm sido tensas durante grande parte da história do Paquistão, principalmente devido às reivindicações de longa data do Afeganistão na província de Khyber Pakhtunkhwa e nas áreas tribais. Estas relações se agravaram na década de 1980, quando os regimes apoiados pela União Soviética estiveram no poder no Afeganistão, e se recuperaram apenas brevemente durante o regime Taliban, vindo a ser novamente sujeitas a peripécias sob o regime de Karzai. As relações com o Irã eram excepcionalmente fortes nos tempos da monarquia iraniana, mas desde a revolução de 1979, embora as relações em geral permaneceram cordiais, sinais de tensão têm sido perceptíveis na ocasião. A China e o Paquistão reforçaram a sua parceria estratégica ao longo dos anos, encontrando um aliado confiável e seguro um no outro.

## Relações bilaterais

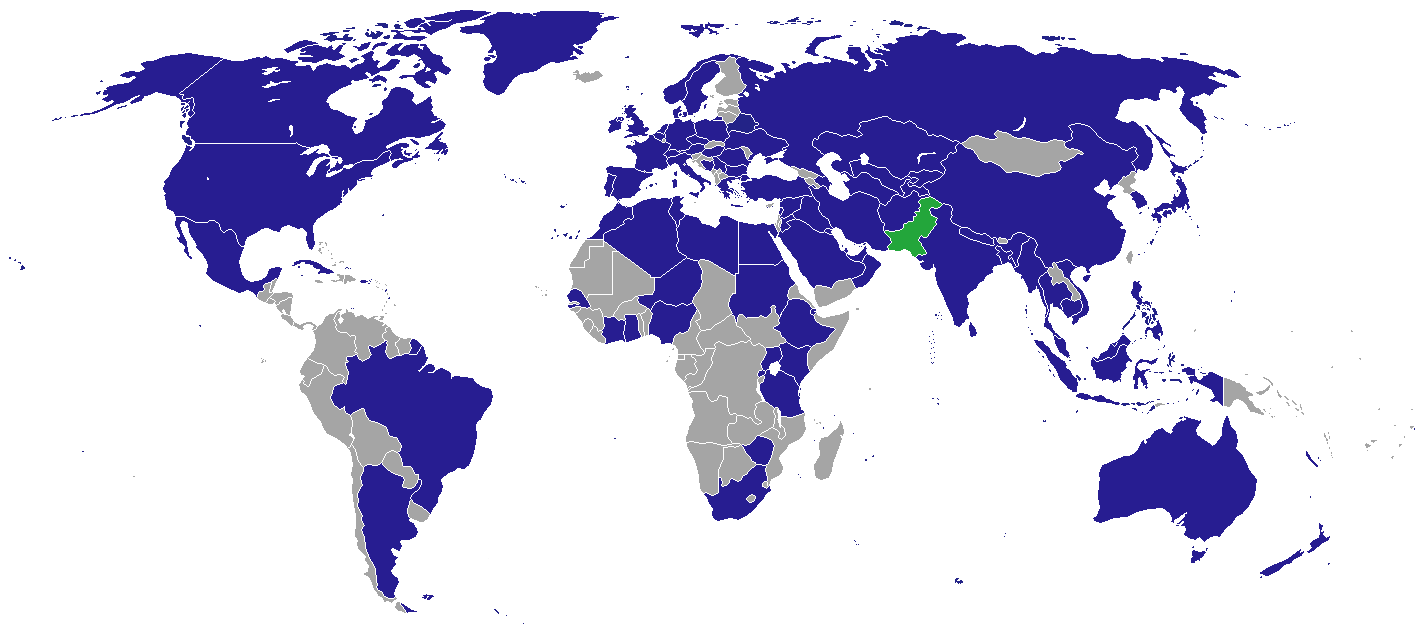
Missões diplomáticas do Paquistão:
Paquistão
Embaixadas e Consulados
Sem missões diplomáticas